# 伊吉勒阿里
36°20′15″N 4°28′13″E / 36.33750°N 4.47028°E

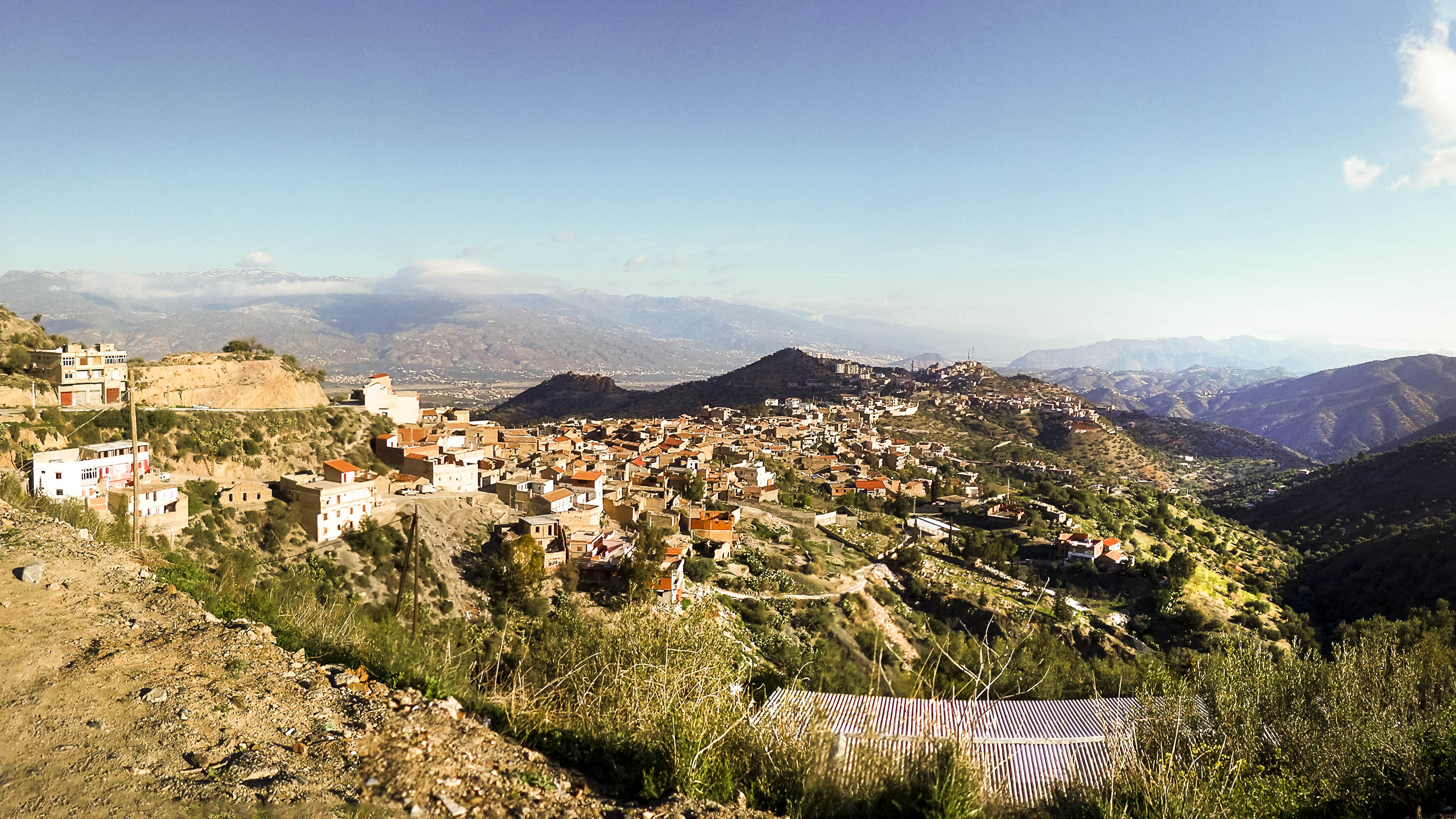
伊吉勒阿里

伊吉勒阿里（阿拉伯语：‎），是阿爾及利亞的城鎮，位於該國北部，由貝賈亞省負責管轄，是伊吉勒阿里區的首府，面積195平方公里，2008年人口9,526，人口密度每平方公里49人。